# Contea di Mornington
La contea di Mornington è una local government area che si trova nel Queensland. Si estende su una superficie di 1.208,78 chilometri quadrati e ha una popolazione di 1.142 abitanti. La sede del consiglio si trova a Gununa.